# Dret de presentació
El Dret de presentació era una prerrogativa reial concedida pel Papa a certes monarquies europees de l'Antic Règim; sent el més destacat el cas dels Reis Catòlics i els seus hereus en la Monarquia Hispànica.
Per aquest dret, encara que nominalment segueixi sent la Santa Seu la que nomena als bisbes, són els reis els que controlen la seva designació, doncs els donava el dret a presentar una terna amb els candidats "idonis" segons el parer de la Corona perquè el Papa seleccionés d'entre ells a qui havia d'ocupar la seu vacant.
De forma molt més intensa, el patronat reial indià atorgava a la Corona Espanyola el poder de controlar els nomenaments, no només dels bisbes, sinó de tots els càrrecs o dignidats eclesiàstiques (rectors, canonges, etc.) Es presentaven ternes elaborades pel Reial i Suprem Consell d'Índies quan quedava vacant un càrrec en el Nou Món, en el cas dels bisbes; o bé els representants del rei a Amèrica (habitualment els virreis) presentaven els candidats al bisbe perquè aquest procedeixi al nomenament, en el cas dels rectors o dels membres del cabildo catedralici de cada diòcesi. De manera tal, que la carrera de tots els eclesiàstics indians va quedar, en gran manera, en mans de la Corona.
Al començament del segle xix, la independència hispanoamericana va conduir a cadascuna de les noves nacions a reclamar per a si les prerrogatives del Concordat, i amb el temps, a diferents fórmules de relació Església-Estat.
El patronat va continuar vigent a Espanya malgrat la Revolució Liberal, i es va garantir pel Concordat de 1851. El papat, davant la política anticlerical de la Segona República, el va donar per derogat; però després de la Guerra Civil va tornar a reconèixer el dret de presentació de bisbes al seu vencedor Francisco Franco, malgrat no ser rei sinó Cap de l'Estat. El seu règim va ser, en els primers decennis (el denominat nacionalcatolicisme), fortament recolzat per l'Església Catòlica, que ho considerava un salvador providencial de la persecució religiosa durant la Guerra Civil Espanyola, i a aquesta, una nova Croada. A partir del Concili Vaticà II es va produir un evident distanciament entre l'Església i el règim de Franco, que va arribar a amenaçar amb l'expulsió a un bisbe (Antonio Añoveros Ataún).
Des de 1975, el titular del dret va passar a ser, ja com a rei, Joan Carles I; però no va arribar a utilitzar-ho. La Constitució Espanyola de 1978 considera a l'estat com aconfessional i el nou Concordat, o acords de 1979, ja no recull aquesta prerrogativa.